# Abalàkovo (Krasnoiarsk)
|  | Per a altres significats, vegeu «Abalàkovo». |

Abalàkovo  (en rus: Абалаково) és un poble del krai de Krasnoiarsk, a Rússia, que en el cens del 2010 tenia 51 habitants.